# How Cleveland Got His Groove Back
How Cleveland Got His Groove Back («Увлечение Кливленда») — третья серия второго сезона американского мультсериала «Шоу Кливленда». Премьерный показ состоялся 10 октября 2010 года на канале FOX.

## Сюжет
Кливленд на глазах у всех проигрывает Лестеру состязание по бейсболу, хотя сам играет в него хорошо, а Лестер — плохо. Подавленный и разочарованный, Кливленд пытается найти себе новую компанию, но безуспешно.
Кливленд-младший решает, что отпуск в Африке будет в самый раз, чтобы им всем развеяться. Их самолёт делает промежуточную посадку на Гавайях, и Кливленд, очарованный солнцем и океаном, понимает, что небольшой отдых — это именно то, что ему нужно. Чтобы не разочаровывать Ралло, который мечтал именно об Африке, ему говорят, что они именно там, и его семья всячески пытается скрыть, что на самом деле они по-прежнему в США.
Вскоре семья возвращается в Стулбенд и с радостью обнаруживает, что их соседи и друзья ждали их возвращения. В школе Ралло попадает в неловкое положение, рассказывая о своём путешествии «в Африку».

## Создание
Автор сценария: Джулиус Шэйрп
Режиссёр: Оресте Канестрелли
Композитор:
Приглашённые знаменитости: Эдвард Аснер и Джексон Куинтон — оба камео

## Интересные факты